# Miletkovo
Miletkovo (macedónul: Милетково) település Észak-Macedóniában, a Délkeleti körzet Gyevgyelijai járásában.

## Népesség
| Lakosok száma | 154  | 139  | 128  | 165  | 162  | 120  | 122  | 117  | 113  |
|               | 1948 | 1953 | 1961 | 1971 | 1981 | 1991 | 1994 | 2002 | 2021 |

2002-ben 117 lakosa volt, akik közül 107 macedón és 10 szerb.